# Gesetz über den ehelichen Güterstand von Vertriebenen und Flüchtlingen
Das Gesetz über den ehelichen Güterstand von Vertriebenen und Flüchtlingen ist ein deutsches Gesetz im Bereich des Familienrechts.
Nach § 1 Abs. 1 Satz 1 VFGüterstandG gilt für Ehegatten, die Vertriebene, Sowjetzonenflüchtlinge oder Spätaussiedler sind (§§ 1, 3 und 4 des Bundesvertriebenengesetzes) das eheliche Güterrecht des Bürgerlichen Gesetzbuches, wenn beide ihren gewöhnlichen Aufenthalt in der Bundesrepublik Deutschland haben und nach dem Recht ihrer Herkunftsländer in gesetzlichem Güterstand leben.
Damit kommt deutsches Recht unabhängig von der Güterstandsregelung in Art. 15 EGBGB zur Anwendung. Es handelt sich um eine bewusste Durchbrechung von Art. 15 EGBGB für die von dem Gesetz erfasste Personengruppe und bezweckt die güterrechtliche Gleichstellung mit der deutschen Bevölkerung. Dies gilt ohne Differenzierung nach Art, Herkunftsland und sonstiger Vorgeschichte des mitgebrachten Güterstandes.
Regelfall ist im deutschen Güterrecht die Zugewinngemeinschaft (§ 1363 Abs. 1 BGB). Bei Ende des Güterstands durch den Tod eines Ehegatten findet bei  Anwendung des VFGüterstandsG deshalb ein Zugewinnausgleich gem. § 1371 statt.